# Audenarde-tapet
Audenarde-tapet är en vävd tapet tillverkad i Oudenaarde (på franska kallad Audenarde) i Östflandern. På 1400-talet hade staden tagit över en betydande del av den produktion av vävda tapeter som dittills skett i Arras.